# Tießau
Tießau ist ein Ortsteil der Stadt Hitzacker (Elbe) im Landkreis Lüchow-Dannenberg in Niedersachsen. Der Ort liegt 4 km nordwestlich vom Kernbereich von Hitzacker an der Elbuferstraße. Die Elbe fließt nordöstlich in geringer Entfernung.
Tießau liegt im Biosphärenreservat Niedersächsische Elbtalaue.

## Geschichte
Am 1. Juli 1972 wurde die Gemeinde Tießau zusammen mit den Gemeinden Bahrendorf, Grabau, Harlingen, Kähmen, Nienwedel, Seerau, Wietzetze und Wussegel nach Hitzacker eingegliedert.
Während der Deutschen Teilung wurde Tießau regelmäßig im Radio genannt: Hier war ein Messpunkt für die Tauchtiefe der Elbe, was bei Nutzung des Stromes, der damals die DDR-Grenze bildete, für Binnenschiffe relevant war.